# Horserødlejren
Horserød Fængsel, tidligere kaldt Statsfængslet ved Horserød, i lokal daglig tale stadig omtalt som Horserødlejren, ligger i Horserød Hegn, Nordsjælland, 1 km syd for landsbyen Horserød og ca. syv kilometer fra Helsingør. Horserød er et åbent fængsel med 251 pladser herunder 31 lukkede pladser.

## Horserødlejren som krigsfangelejr
Danmark var under 1. Verdenskrig neutral, men engagerede sig i det humanitære arbejde. På dansk initiativ blev en aftale indgået mellem på den ene side Tyskland og Østrig-Ungarn og på den anden side Rusland om udveksling af syge krigsfanger. I Danmark opførtes til dette formål i 1917 lejre i henholdsvis Horserød og Hald. Det blev besluttet, at Haldlejren skulle huse krigsfanger fra Tyskland og Østrig-Ungarn, mens de russiske skulle interneres i Horserødlejren. Den 1. maj 1917 ankom de første 150 russiske krigsfanger med det tyske hospitalsskib Imperator til Helsingør fra den tyske by Sassnitz. Fra Helsingør blev de stærkt afkræftede krigsfanger transporteret til Horserød med bil. Lejren i Horserød var udstyret til at kunne behandle krigsfangerne, der ofte både led af fysiske såvel som psykiske problemer. Lejren var udover en almindelig medicinsk afdeling også indrettet med en isolationsafdeling for internerede med infektionssygdomme og med en afdeling for tuberkulosepatienter.
Fra maj 1917 til sommeren 1918 var der samlet omkring 2.300 russere internerede i Horserød. Af disse døde 58. Disse blev begravet på Hornbæk Kirkegård, hvor der i dag står et mindesmærke, som rejstes i 1918.
Horserødlejren blev dog allerede i efteråret 1918 igen taget i brug. Problemet var nu indkvartering af russiske flygtninge, der havde været udskrevet til tvangsarbejde i landbruget i Nordtyskland, og var flygtede over grænsen til det neutrale Danmark. Da man i grænseregionen havde problemer med indkvarteringen af de russiske flygtninge, blev det besluttet at internere dem midlertidigt i Horserød. Her interneredes omkring 650 russere, som det i oktober 1918 lykkedes de danske myndigheder at få sendt til Rusland med skib.
Efter afslutningen på 1. Verdenskrig blev Danmark mellemstation for en anselig mængde engelske og franske soldater, der havde været i krigsfangeskab. For at huse dem indtil de kunne repatrieres, genåbnede man Horserødlejren. Først i 1920 ophørte Horserødlejren med at fungere som lejr for internerede krigsfanger. Herefter fungerede Horserødlejren som svagbørnskoloni frem til Tysklands besættelse af Danmark i 1940.

## Horserødlejren under 2. Verdenskrig
19. april 1940 (altså ti dage inde i Besættelsen) blev de første af i alt 80 tyske emigranter interneret her. Senere blev de sendt til Tyskland. Den 2. august 1941 blev de sidste 41 internerede sendt til Tyskland. En krigsret i Hamburg idømte 14 af dem dødsstraf, mens resten blev sendt til tyske koncentrationslejre.
I 1941 blev de arresterede danske kommunister først indsat i Vestre Fængsel i København og fra den 22. juni 1941 interneret i Horserødlejren, selv om Kommunistloven først blev vedtaget af Rigsdagen den 22. august 1941 (dog med tilbagevirkende kraft).
Inden da internerede danske myndigheder, og fra september 1943 tyske, forskellige modstandsfolk og jøder i Horserødlejren. Fem procent af de danske jøder nåede ikke at flygte til Sverige og blev bl.a. interneret her, hvor de ventede på transport til lejre i Tyskland. Selvom Horserødlejren ikke blev betegnet som koncentrationslejr, var funktionen den samme; den var dog i modsætning til de tyske koncentrationslejre ikke underlagt SS.
12. oktober 1943 besøgte journalisten Paul Hennig fra det antisemitiske tidsskrift Kamptegnet Horserødlejren og filmede de indsatte jøder. Paul Hennigs film kom dog aldrig i omløb, da han den følgende tid fik meget travlt, blandt andet som medpassager på troppeskibet Wartheland, der fragtede danske jøder til tyske koncentrationslejre. Hennigs film eksisterer fortsat.
Da den danske regering i 1944 oprettede Frøslevlejren, blev Horserødslejrens indsatte flyttet dertil. Fra april 1945 brugte tyskerne lejren til lazaretlejr for sårede tyske soldater.
Fra 15. august 1945 blev lejren brugt til internering af landssvigere, hvoraf de sidste blev løsladt i 1956.

## Statsfængsel
Horserød blev i 1945-1946 taget i brug som et åbent fængsel der i dag har 251 pladser, hvoraf 31 er lukkede pladser. På tre afdelinger er der både mænd og kvinder. Der er en familieafdeling, hvor de indsatte kan have børn op til tre år med. Der er endvidere en kontraktafdeling, samt en halvåben afdeling for kvindelige misbrugere. Fængslet modtager generelt kvindelige dømte fra Fyn og Sjælland og mandlige dømte fra Sjælland uden for Storkøbenhavn. Hvis særlige hensyn taler for det, kan mandlige dømte fra København også afsone her.